# Der Staatsanwalt hat das Wort: Ein Kartenhaus
Ein Kartenhaus ist ein deutscher Kriminalfilm von Hans Werner aus dem Jahr 1984. Er erschien als 91. Folge der Reihe Der Staatsanwalt hat das Wort. In den Hauptrollen sind Walter Plathe und Angelika Waller zu sehen.

## Handlung
Der verheiratete Architekt Olaf Mühlau hat bereits seit längerer Zeit eine Affäre mit seiner Kollegin, der technischen Zeichnerin Marion Wilke. Als beide eines Abends auf Olafs Boot gemeinsam Zeit verbringen werden sie von Robert Konzock erwischt, dem Lebensgefährten von Marion. Er ist ihnen heimlich gefolgt und stellt nun beide zur Rede. Es kommt dabei zwischen Olaf und Robert zu einer Prügelei, wodurch beide vom Boot ins Wasser stürzen. Olaf kann sich retten, taucht weiter im Wasser und sucht noch eine Weile nach Robert, der offenbar ertrunken ist. Erst am nächsten Tag wird Roberts Leichnam von Tauchern der Feuerwehr auf dem Grund des Sees gefunden und geborgen. Die Kriminalpolizei nimmt die Ermittlungen auf, da Olaf wie vom Erdboden verschwunden ist und seit diesem Vorfall nun als vermisst gilt.
Was keiner ahnt ist, dass Olaf sich in der Zwischenzeit aus Furcht vor der Strafverfolgung wegen Roberts Tod inoffiziell in der Wohnung von Marion einquartiert hat. Marion, die weiterhin jeden Tag zur Arbeit geht, spielt ihren Kollegen und Bekannten gegenüber die Ahnungslose und behauptet nach wie vor nichts über Olafs Verbleib zu wissen. Das Versteckspiel geht einige Zeit lang gut, doch nach einigen Monaten erleben Olaf und Marion, die in einer P2-Wohnung auf engstem Raum leben, immer mehr Extremsituationen und irgendwann sind beide mit den Nerven am Ende. Marions Wohnung, die zu Beginn für Olaf noch ein Versteck und Zufluchtsort vor der Justiz war, entwickelt sich nun für ihn immer mehr zu seinem eigenen, persönlichen Gefängnis. Dazu kommt das monatelang andauernde Misstrauen von Olafs Frau Ruth und seiner Mutter Grethe, die sich beide über die gesamte Zeit hinweg nie mit Olafs vermeintlichen Tod abgefunden haben und nach wie vor der Meinung sind, dass er doch noch irgendwo lebt. Olaf, der letztendlich von seinem schlechten Gewissen übermannt wird, beendet nach mehreren Monaten das Versteckspiel und stellt sich der Volkspolizei. Er wird daraufhin wenig später wegen vorsätzlicher Körperverletzung mit Todesfolge zu zwei Jahren Haft verurteilt, während Marion hingegen zu einer Bewährungsstrafe in Höhe von zweieinhalb Jahren verurteilt wird.

## Hintergrund
Die Dreharbeiten fanden im Sommer/Herbst 1983 in Ost-Berlin statt. Die Erstausstrahlung des Films erfolgte am 4. März 1984 im 1. Programm des DDR-Fernsehens. Der im Film dargestellte Kriminalfall basiert auf einer wahren Begebenheit. Der Film wurde nach der Wende mehrmals von Dritten Fernsehprogrammen wiederholt.